# Belica, Osilnica
Belica este o localitate din comuna Osilnica, Slovenia, cu o populație de 7 locuitori.